# 地質調査総合センター
地質調査総合センター（ちしつちょうさそうごうセンター、英: Geological Survey of Japan）は、日本における公的地質調査・研究組織である。2001年に旧通産省工業技術院傘下の15研究所を統合して発足した独立行政法人産業技術総合研究所（さんぎょうぎじゅつそうごうけんきゅうしょ）内の旧地質調査所を母体とする「地質の調査」に関連する研究部門・センター間の連携を図り、また産総研内外の関連機関との連携、一般社会への研究成果発信のために設置された。本部は茨城県つくば市に所在。

## 概要
産業技術総合研究所（以下産総研と略称）発足にあたり、旧地質調査所は研究ユニット（部門およびセンター）が5つ、研究関連ユニットが3つに分割されることとなり、各研究部門、センターは産総研理事長直下に置かれた。しかし、旧地質調査所では研究部間での研究協力・交流が頻繁に行われており、完全に分割独立すると研究推進上も成果発信上も問題があること、また国内的、国外的な窓口として、地質調査所と同様の組織代表性が求められた。そのため産総研内の「地質の調査」に関連する研究部門・連携研究体・研究関連部署全体を地質調査総合センターと総称し、代表制を与えていた。このように、2014年度までは、地質調査総合センターは統括組織ではなかったが、2015年度の産総研組織改編により、統括組織として再編された。地質調査総合センターの英語名称は、旧地質調査所と同じ"Geological Survey of Japan"が使われている。
地質調査総合センターの業務は、各種地質・地下資源調査、地盤災害の研究、技術研修、またイベントの開催などであり、地質図や地球科学図等の調査・刊行も行なっている。地質標本館も併設されている。
センターの主要な研究成果の一つとして地球科学図類があるが、これは、国や地方自治体による国土の利用・保全、自然災害対策、地質環境管理、資源開発など、様々な分野で利用されているものである。また、地域地質情報展による日本各地での地質情報の公開・展示や、地展による地域に身近な地質図の展示・利用方法の紹介なども行っている。
対外活動においては、産学官連携部門を北海道に設置し、共同研究・受託研究・技術研修などの連携活動を推進したり、地質調査総合センター(GSJ)シンポジウムを開催したりしている。
最近の研究(2009年度)としては、ASTER光学センサーによる衛星画像の解析で千島列島サリチェフ火山の噴火状況を確認し、サリチェフ火山の解説をしたり、防府市における土石流災害について調査したりというものが挙げられる。これはいずれも地質情報研究部門によるものである。

## 主な構造
産業技術総合研究所発足以来、部門、センターの統廃合や組織構造の変更が何回か行われている。
2015年度から地質調査総合センターは正式な産総研の組織となり、傘下に研究戦略部、活断層・火山研究部門、地圏資源環境研究部門、地質情報研究部門、地質情報基盤センター、ならびに再生可能エネルギー研究センター（福島県郡山市）の地熱チーム・地中熱チームをおさめる。地質標本館は、組織上は地質情報基盤センター内の一部署（地質標本館室）となった。
地質調査総合センター長は、中尾信典である。(2021.4.1より）

## 沿革
- 1878年 日本政府の近代的な地質調査機関が、内務省(日本)内務省地理局地質課の設置に始まる。
- 1882年 地質課が農商務省地質調査所に改編された。
  - その後、日本政府はハインリッヒ・エドムント・ナウマンをはじめとする外国人技術者の指導の下、各地の地質・地下資源調査を開始した。
- 1925年 農商務省の改編に伴い、商工省所属となる。

昭和初期には日本領域外も含む地下資源調査に重点が割かれる。
- 1943年 軍需省の所属となった。
- 1945年 第二次世界大戦の敗戦に伴い、商工省所属となる。
- 1948年 工業技術庁（後の工業技術院）の傘下に入る。
- 1982年 創立100周年を迎える。それを受け、100周年記念誌が刊行され、同所の「百年史」がまとめられる。
- 2001年 中央省庁の大規模な再編に伴い、地質調査所は独立行政法人産業技術総合研究所内の複数の研究部門に改編となり、各研究部門の総称として地質調査総合センターが用いられることとなった。
- 2002年 地質調査所120周年を迎える。前年に改編されたことも受けて記念誌とも言うべき「地質調査所から地質調査総合センターへ」が3月に刊行される。
- 2004年 海洋資源環境研究部門および地球科学情報研究部門から地質情報研究部門が新設される。また、地質調査情報部および国際地質協力室から地質調査情報センターが新設される。
- 2010年 地質標本館が広報部から分離し、地質調査総合センターの一部署となる。
- 2014年 活断層・地震研究センター及び瀬戸内海沿岸環境技術連携研究体を2013（H25）年度末で終了。旧活断層・地震研究センターと、地質情報研究部門の火山関連グループ及び地質長期変動関連グループを統合して、活断層・火山研究部門を新設。産総研福島再生可能エネルギー研究所内に地熱チーム・地中熱チームが新設。
- 2015年 産総研の組織改編により、地質調査総合センターは、3研究部門1センター等を統括する組織となった。地質標本館は地質情報基盤センターの一部署になる。